# The Trump Building
The Trump Building ou 40 Wall Street é um dos arranha-céus mais altos do mundo, com 283 metros (927 ft). Edificado na cidade de Nova Iorque, Estados Unidos, foi concluído em 1930 com 70 andares. Situa-se na 40 Wall Street, Financial District em Manhattan. Também é conhecido como Bank of Manhattan Trust Building.
Foi designado, em 16 de junho de 2000, um edifício do Registro Nacional de Lugares Históricos.

## História
O projeto do prédio ficou por conta de H. Craig Severance, Yasuo Matsui e Shreve & Lamb. A iluminação ficou por conta da Edward F. Caldwell & Company. A construção teve início em 1928 e a principal finalidade era alcançar os 830 pés de altura, mas a altura também tornar-se-ia o principal obstáculo para os operários. Já no início da construção do 40 Wall Street, os proprietários mantinham o objetivo de construir cerca de dois pés mais alto do que o concorrente, o Chrysler Building. Os dois edifícios estavam competindo intensamente para alcançar o posto de prédio mais alto do mundo. Com o intuito de vencer a disputa, os arquitetos do 40 Wall Street alteraram os planos de alcançar os 840 pés de altura e chegaram a conclusão de que seria preciso uma estrutura mais alta. Desta vez os construtores estipularam a altura de 927 pés.
Os desenvolvedores do Chrysler Building estavam competindo não somente com o 40 Wall Street, mas também com um prédio mais próximo, o Empire State Building. Em outubro de 1929, para acirrar ainda mais a disputa, o empresário Walter Chrysler revelou sua estratégica antena de aço que seria colocada no interior de seu edifício, dando-lhe nada menos do que 1.048 pés de altura. Uma vez concluído em 28 de maio de 1930, o Edifício Chrysler ultrapassou o 40 Wall Street e tomou o posto como o edifício mais alto da Terra, realizando o sonho de Walter Chrysler.
Muito frustrados com a vitória dos rivais, os arquitetos do 40 Wall Street lançaram uma nota nos jornais da cidade a respeito do título recém-adquirido pelo Chrysler. Na nota expressa pelos jornais, os desenvolvedores do prédio da Wall Street alegaram que o piso do 40 Wall Street era 100 metros mais alto do que o piso do Chrysler, cuja torre era totalmente inacessível e tida por muitos como mais um adorno do que um andar ou ponto de observação. As discussões sobre o assunto só chegaram ao fim quando o Empire State foi concluído, tornando-se o edifício mais alto do mundo, com 1.250 pés.

### Acidente
Na noite de 20 de maio de 1946, um Beechcraft Model 18 da USAAF colidiu com a fachada norte do prédio. Foi constatado que a aeronave seguia para o Aeroporto Internacional de Newark vindo de uma base aérea na Louisiana. A aeronave atingiu o 58º andar da estrutura, criando um buraco de 20X10 metros na parede. O acidente matou todos os cinco tripulantes do avião. A neblina e baixa visibilidade foram identificadas como as principais causas do acidente.
Este acidente foi o segundo do tipo em Nova Iorque. O primeiro foi quando um bombardeiro atingiu o 78º andar do Empire State Building, em julho do ano anterior.